# Feriado Sangrento
Feriado Sangrento (em inglês:  Thanksgiving, também conhecido como Bloody Thanksgiving em alguns mercados) é um filme de terror e suspense americano de 2023, do subgênero slasher, dirigido por Eli Roth, escrito por Jeff Rendell e produzido por Roger Birnbaum. Os personagens principais são interpretados por Patrick Dempsey, Addison Rae, Milo Manheim, Jalen Thomas Brooks, Nell Verlaque, Rick Hoffman e Gina Gershon. O enredo gira em torno de uma pequena cidade em Massachusetts que é aterrorizada por um misterioso assassino mascarado às vésperas do feriado de Ação de Graças.
Roteirizado a partir de uma história de Roth e Rendell, o filme é baseado no trailer fictício homônimo criado por Roth para o projeto Grindhouse (2007). É a terceira adaptação em longa-metragem de um trailer fictício de Grindhouse depois de Machete (2010), de Robert Rodriguez, e Hobo with a Shotgun (2011), de Jason Eisener. Thanksgiving foi lançado nos cinemas nos Estados Unidos pela TriStar Pictures em 17 de novembro de 2023, recebeu avaliações predominantemente positivas dos críticos e arrecadou 45,9 milhões de dólares mundialmente. Alguns dias depois de sua estreia, o desenvolvimento de uma sequência foi anunciado.

## Sinopse
Em Plymouth, Massachusetts, cidade berço do feriado de Ação de Graças, um tumulto numa loja durante a Black Friday resulta em tragédia. Após esse evento, um assassino misterioso começa a aterrorizar a população.

## Elenco
- Patrick Dempsey como xerife Eric Newlon
- Nell Verlaque como Jessica
- Addison Rae como Gaby
- Jalen Thomas Brooks como Bobby
- Milo Manheim como Ryan
- Rick Hoffman como Thomas Wright
- Gina Gershon como Amanda Collins
- Tomaso Sanelli como Evan
- Gabriel Davenport como Scuba
- Jenna Warren como Yulia
- Ty Olsson como Mitch Collins
- Tim Dillon como Manny
- Russell Yuen como detetive Peter Chu
- Karen Cliche como Kathleen
- Derek McGrath como prefeito Cantin
- Joe Delfin como McCarty
- Jeff Teravainen como deputado Bret Labelle

Além disso, Jordan Poole interpreta Jacob, Mika Amonsen interpreta Lonnie, Shailyn Griffin interpreta Amy, Amanda Barker interpreta Lizzie, Chris Sandiford interpreta Doug e Lynne Griffin interpreta a vovó. Adam MacDonald fornece a voz de John Carver.

## Produção

### Desenvolvimento
Depois que o diretor Eli Roth criou o falso trailer do filme, Thanksgiving, para o filme Grindhouse (2007), começaram os planos para uma adaptação em longa-metragem. Em 2010, Roth disse ao CinemaBlend que estava escrevendo o roteiro com Jeff Rendell e que esperava concluí-lo assim que terminasse de promover O Último Exorcismo (2010). Em agosto de 2012, Jon Watts e Christopher D. Ford foram escalados para escrever o roteiro com Roth e Rendell depois de terminarem de escrever Clown (2014), produzido por Roth. Em junho de 2016, Roth revelou no Reddit que o roteiro ainda precisava de trabalho para que o filme estivesse à altura do trailer. Em fevereiro de 2019, relatórios indicavam que Roth estava programado para dirigir um filme de terror não revelado para a Miramax no mês seguinte em Boston, Massachusetts. Bloody Disgusting especulou que o filme poderia ser Thanksgiving, mas não foi possível verificar.
Em janeiro de 2023, Deadline Hollywood informou que o Spyglass Media Group estava produzindo o filme. Roth partiria de Borderlands (2024), passando a fotografia adicional para Tim Miller, a fim de dirigir o filme.

### Escolha de elenco
Em fevereiro de 2023, Patrick Dempsey e Addison Rae foram os primeiros membros do elenco anunciados para o filme. Também foram escalados Jalen Thomas Brooks, Nell Verlaque e Milo Manheim. Em março de 2023, Rick Hoffman, Gina Gershon, Tim Dillon, Gabriel Davenport, Tomaso Sanelli, e Jenna Warren se juntaram ao elenco.

### Filmagem
A filmagem ocorreu em Toronto e Hamilton, Ontário, de 13 de março a 5 de maio de 2023.

## Lançamento
Thanksgiving foi lançado nos Estados Unidos pela TriStar Pictures em 17 de novembro de 2023. Nos cinemas do Brasil, foi lançado em 7 de dezembro de 2023.
O filme foi lançado em plataformas digitais em 19 de dezembro de 2023, seguido de lançamento em Blu-ray e DVD em 30 de janeiro de 2024.

## Recepção

### Bilheteria
Em 23 de dezembro de 2023, Thanksgiving arrecadou US$ 31,8 milhões nos Estados Unidos e Canadá, e US$ 14,1 milhões em outros territórios, totalizando US$ 45,9 milhões em todo o mundo.
Nos Estados Unidos e Canadá, Thanksgiving foi lançado junto com Next Goal Wins, Trolls Band Together e The Hunger Games: The Ballad of Songbirds & Snakes, e foi projetado para arrecadar US$ 12-15 milhões em 3.204 cinemas em seu fim de semana de estreia. O filme arrecadou US$ 3,8 milhões em seu primeiro dia, incluindo US$ 1 milhão nas prévias de quinta à noite. Ele estreou com US$ 10,4 milhões, terminando em quarto lugar nas bilheterias. O filme arrecadou US$ 7,2 milhões em seu segundo fim de semana (uma queda de 31%), terminando em quinto lugar. Em seguida, arrecadou US$ 2,6 milhões em seu terceiro fim de semana.

### Resposta crítica
No site agregador de críticas Rotten Tomatoes, 84% das 150 críticas são positivas, com uma classificação média de 6,8/10. O consenso do site diz: "Combinando humor arrasador com sangue deliciosamente exagerado, Thanksgiving é um banquete para os fãs do moinho." Metacritic, que usa uma média ponderada, atribuiu ao filme uma pontuação de 63 em 100, com base em 34 críticos, indicando críticas "geralmente favoráveis". O público pesquisado pela CinemaScore deu ao filme uma nota média de "B−" em uma escala de A+ a F, enquanto os entrevistados pela PostTrak deram uma pontuação geral positiva de 73%.
Owen Gleiberman, da Variety, escreveu "Thanksgiving segue as regras do gênero slasher, mas tem uma atmosfera mais carregada e divertidamente hiperbólica do que esses filmes costumavam ter". Frank Scheck encerrou sua crítica positiva dizendo: "Há momentos em que você pode sentir que Thanksgiving se esforçando demais para um status de cult que provavelmente não alcançará. Mas parece uma aposta segura que o filme será exibido como um peru em canais a cabo e serviços de streaming em muitos dias de Ação de Graças que virão". G. Allen Johnson, do San Francisco Chronicle, deu ao filme uma pontuação de um em quatro e escreveu: "Thanksgiving poderia ter sido um ótimo filme de terror. Em vez disso, é um daqueles em que se você viu o trailer, você viu o filme".

## Sequência
Em novembro de 2023, Roth anunciou em sua página do Instagram que uma sequência havia recebido sinal verde para lançamento em 2025.